# Бутан (сполука)
Бута́н (англ. butane, нім. Butan) — органічна сполука, CH3CH2CH2CH3, газ без кольору й запаху.
Міститься в нафті та природних газах. Бутан, як правило, зустрічається тільки в газах пов'язаних з нафтовими покладами, що є ознакою, яка вказує на зв'язок газу з нафтою. Теплота згоряння бутану — від 112,3 до 121,4 МДж/м³.
Застосовують як паливо, а також для одержання бутадієну. Зареєстрований як харчова добавка E943a.
Маса 1 м³ бутану за нормальних умов дорівнює 2,48 кг. Густина бутану суттєво залежить від температури.

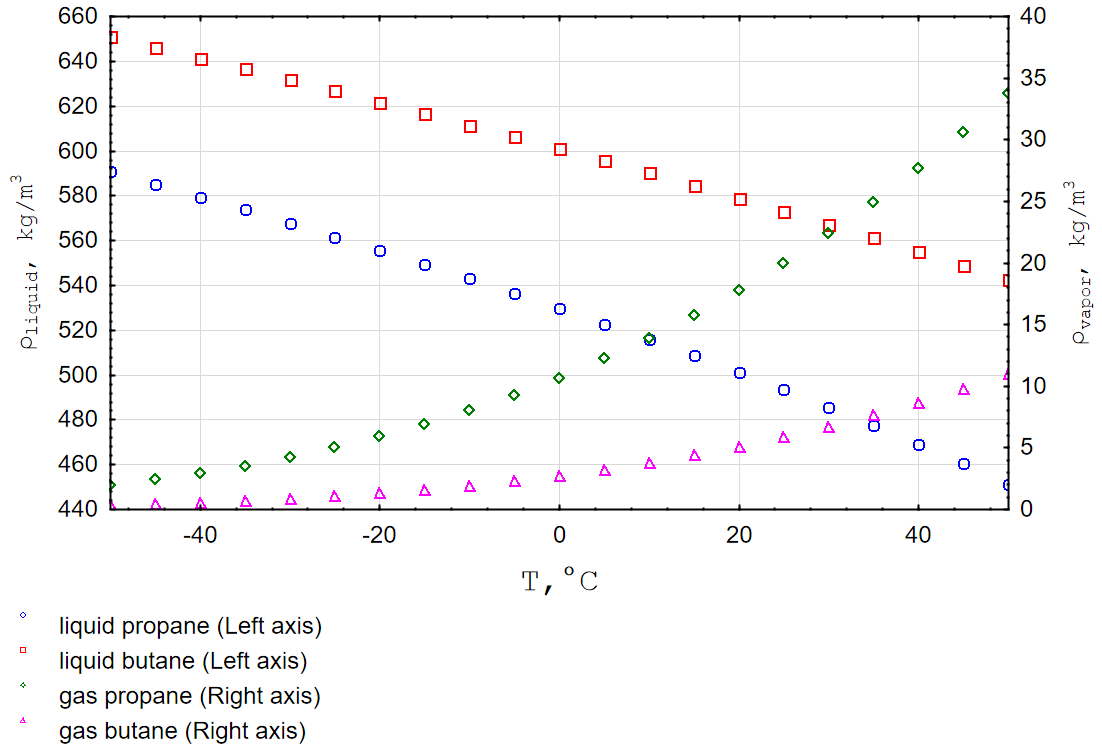
Залежність густини бутану від температури (термодинамічна рівновага)

## Ізомери
Бутан має два ізомери: н-бутан та ізобутан.
Бутан нормальний, або н-бутан має у 2 рази більшу густину, ніж повітря. Маса 1 м³ бутану при 15 °C і нормальному тиску становить 2,454 кг. В чистому вигляді у газоподібному стані бутан може знаходитись при температурі вище +0,6 °C.
Ізобутан має той же хімічний склад, але відрізняється від нормального бутану внутрішньою будовою молекули. Його фізичні властивості дещо відрізняються від властивостей нормального бутану.
| Назва ізомера | Структурна формула |
| ------------- | ------------------ |
| н-бутан       |                    |
| ізобутан      |                    |

## Графічне зображення
```
    H   H   H   H
    |   |   |   |
H - C - C - C - C - H
    |   |   |   |
    H   H   H   H
```

## Конформації

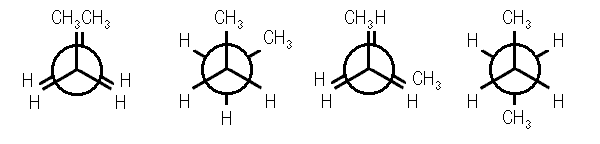
Конформації бутану: кут між атомами карбону дорівнює: 0 (найменш стабільна конформація), 60, 120, 180 (найбільш стабільна)

Найстабільнішою конформацією бутану є антиконформація (остання на малюнку). При цьому кут між першим та останнім атомами вуглецю дорівнює 180° (якщо спостерігати по осі зв'язку С2-С3). Менш стабільною є конформація, при якій кут між цими атомами дорівнює 60° (друга на малюнку); на перехід з найстабільнішої конформації у цю витрачається 0,9 ккал/моль. Ще менш стабільною є конформація, при якій цей кут = 120° (третя на малюнку), оскільки атом вуглецю затуляє атом водню; для переходу в цю конформацію потрібно 3,6 ккал/моль. Найменш стабільною є конформація, при якій один атом вуглецю затуляє інший. Енергія, потрібна для переходу в цю конформацію становить 5,4 ккал/моль.
При 25°C 72 % молекул знаходяться в антиконформації, а 28 % — у формі з кутом 60°.

## Різновиди
Бутан товарний (англ. commercial butane; нім. warenbutan) — вуглеводнева рідина, що містить не менше 93 % бутанів або бутенів і має тиск насиченої пари не більше 0,5 МПа при 45 °C. При атмосферному тиску температура випаровування товарного бутану (об'ємна частка 95 %) не повинна перевищувати 1,2 °C. Вміст домішок пропан-пропілену обмежується 4 %. Рідкий залишок при 20 °C не повинен перевищувати 2 %, вміст сірководню — 50 мг/м³ газу, пентанів — до 35 %.

## Біологічні ефекти
Вдихання бутану викликає асфіксію і серцеву аритмію. При попаданні на тіло зрідженого газу або струменя його випарів викликає охолодження ділянки до -20 °C, що вкрай небезпечно при інгаляціях.

## Безпека
Легко спалахує. Межі вибуховості 1,9-8,4 % у повітрі за об'ємом. ГДК 300 мг/м³.